# Monique Melsen
Monique Melsen (Ettelbruck, 24 de fevereiro de 1951-) é uma cantora luxemburguesa, melhor conhecida por ter representado o Luxemburgo no Festival Eurovisão da Canção 1971. Melson foi um dos únicos cinco cantores luxemburgueses que representaram o Luxemburgo no Festival Eurovisão da Canção, em 37 anos de participação daquele país.
Como era habitual naquela época, a sua canção  "Pomme, Pomme, Pomme" ("Maçã, maçã, maçã"), foi escolhido internamente pela RTL sem ter havido qualquer escolha por parte dos espetadores do Grão Ducado.  "Pomme, pomme, pomme" participou no Festival Eurovisão da Canção 1971, que teve lugar em 3 de abril daquele ano em Dublin, onde terminou em 13.º lugar, emtre 18 partiicpantes.
Ultimamente, Melsen tem sido membro do  Cabarenert, um grupo de cabarés do Luxemburgo.